# 내 친구 다머
《내 친구 다머》(영어: My Friend Dahmer)는 미국에서 제작된 마크 마이어스 감독의 2017년 전기 범죄 드라마 영화이다. 2012년에 출간된 존 “더프” 백더프의 동명 그래픽 노블이 원작이다. 로스 린치, 앨릭스 울프, 앤 헤이치 등이 출연하였다.

## 줄거리
1974년 오하이오주 중등학교생 제프리 다머는 화학자인 아버지의 용매로 죽은 동물의 살을 녹이고 뼈만 남겨 수집한다. 1978년 아버지는 다머의 뼈 수집품을 전부 버려 버린다. 학교에서 존 “더프” 백더프는 뇌성마비가 있는 어머니의 발작을 흉내내는 다머를 보고 흥미를 갖게 된다. 더프는 다머의 요청에 따라 다머의 그림을 그리게 되는데 이는 훗날 더프의 그래픽 노블 〈My Friend Dahmer〉의 바탕이 된다. 더프는 다른 친구들과 다머 팬클럽을 결성하고 워싱턴 D.C. 소풍에서 속임수를 써서 부통령 월터 먼데일을 만나는 등 다머를 이용해 다양한 장난을 벌인다.
어머니의 정신 질환이 심해지면서 부부싸움이 격해지고, 다머는 그 스트레스를 술로 풀며 동물을 죽이기 시작한다. 다머는 자신이 그간 관심을 가져 온 조깅하는 남자가 더프의 친구 중 하나의 주치의라는 사실을 알게 되자 알몸으로 진찰을 받기 위해 감기에 걸린 척한다. 검사 중 다머가 발기한 것을 발견한 의사는 이를 꺼림칙하게 여긴다. 다머는 집에서 이를 회상하며 자위하고 의사의 시체와 성관계를 갖는 환상을 꿈꾼다. 다머는 야구 방망이를 들고 의사를 스토킹하지만 실제로 의사를 해치지는 못한다.
아버지가 집에서 나간 뒤 다머는 프롬 파티에 가는 등 친구들과 유대를 이어가 보려 하지만 점점 멀어져만 간다. 졸업을 기해 아버지는 다머에게 가족 차인 폴크스바겐 케퍼 차 열쇠를 주고 후에 다머는 이 차로 첫 살인을 저지르게 된다. 어머니 역시 동생을 데리고 위스콘신주로 떠나면서 다머는 완전히 혼자가 된다. 그날 밤 더프는 손톱에 피가 묻은 채 집을 향해 걷고 있는 다머를 발견한다. 더프는 차로 다머를 집으로 데려다 주면서 내일 대학으로 떠난다고 말하고 다머를 그린 그림을 주려고 하지만 다머는 거절한다. 다머가 집에서 같이 맥주를 마시자고 하는 걸 더프가 거절하자 다머는 더프 몰래 더프 뒤에서 야구 방망이로 때리는 시늉을 하다가 방망이를 내려놓는다. 이후 다머는 중등학교 친구들과 연락을 완전히 끊는다.
2주 후 다머는 히치하이커 스티븐 힉스를 차에 태운다. 클로징 크레디트는 이후 힉스는 완전히 사라져 버렸고 1991년 체포되었을 당시 다머가 17명의 남자를 죽였음을 고백했다고 전한다.

## 출연진
- 로스 린치
- 앨릭스 울프
- 빈센트 카사이저
- 앤 헤이치
- 댈러스 로버츠
- 토미 넬슨
- 캐머런 매켄드리
- 마일스 로빈스